# 고봉식
고봉식(高奉植, 1949년 11월 12일 ~ )은 대한민국의 제7·8대 제주특별자치도의원이다.

## 학력
- 제주서국민학교 졸업
- 제주제일중학교 졸업
- 제주상업고등학교 졸업
- 제주실업전문학교 졸업
- 광주대학교 경영학과 졸업

## 경력
- 제주의료원 이사
- 한라라이온스클럽 회장
- 학교환경위생 정화위원
- 바르게살기운동 제주도협의회 운영위원
- 제주지방경찰청 보안지도협의회 회장
- 제주서초등학교 총동창회장
- 제주국제협의회 운영위원
- 고씨 총본부 이사
- 제주문화원 이사
- 제주중학교 운영위원
- 제주 환경사랑사진연합회 후원회장
- 제주특별자치도 청소년 육성위원회 위원
- 제주특별자치도 거주외국인지원위원회 심의위원
- 제주특별자치도 사회복지협의회 부회장
- 제주특별자치도 자원봉사협의회 부회장
- 제주특별자치도 장애인지원협의회 연합회장
- 2004.10 ~ 2006.06 제7대 제주도의회 의원
- 제주도의회 4·3특별위원회 간사
- 2006.07 ~ 2010.06 제8대 제주특별자치도의회 의원
- 제8대 제주특별자치도의회 운영위원장

## 역대 선거 결과
|  | 34.5% |

|  | 40.23% |

|  | 19.85% |